# Taichi Aoshima
Taichi Aoshima (japanisch 青島 太一 Aoshima Taichi; * 17. April 2001 in Fujieda, Präfektur Shizuoka) ist ein japanischer Fußballspieler.

## Karriere

### Verein
Taichi Aoshima erlernte das Fußballspielen in der Schulmannschaft der Aoshima Secundary School, in den Jugendmannschaften vom Fujieda Higashi FC Jr. und Shimizu S-Pulse sowie in der Universitätsmannschaft der Risshō-Universität. Seinen ersten Profivertrag unterschrieb er am 1. Februar 2024 beim Tochigi SC. Der Verein aus Utsunomiya spielt in der zweiten Liga. Sein Zweitligadebüt gab Taichi Aoshima am 20. März 2024 (5. Spieltag) im Auswärtsspiel gegen Blaublitz Akita. Bei der 3:0-Niederlage wurde er in der 83. Minute für Sora Kobori eingewechselt. In seiner ersten Spielzeit bestritt er 21 Ligaspiele. Am Ende der Saison 2024 belegte er mit Tochigi den 18. Tabellenplatz und musste somit in die dritte Liga absteigen.

### Nationalmannschaft
Taichi Aoshima spielte 2019 einmal in der japanischen U19-Nationalmannschaft. Hier kam er am 11. August 2019 in einem Freundschaftsspiel gegen Belgien zum Einsatz.